# Aleksej Loktev
Aleksej Loktev (Orsk, 30 dicembre 1939 – Blagoveščensk, 17 settembre 2006) è stato un attore sovietico.

## Filmografia parziale

### Attore
- Proščajte, golubi! (1960)
- Čёrnaja čajka (1962)
- A zonzo per Mosca (1964)

## Premi
- Artista onorato della RSFSR (1972)
- Laureato del Premio di Stato dell'Unione Sovietica (1972)